# Joseph Roy (homme politique)
Pour les articles homonymes, voir Roy et Joseph Roy.
Joseph Roy (1771 à Saint-Henri de Mascouche au Canada - 31 juillet 1856 à Montréal au Canada) était un sculpteur sur bois, un homme d'affaires et un politicien dans le Bas-Canada.

## Biographie
Joseph Roy était le fils du fermier Charles Roy. On lui a donné originellement le nom de Joseph-Marie Roy.
Il a appris à Montréal le métier de sculpteur sur bois. Vers 1804, il a ouvert un magasin général à Montréal. Il a servi dans la milice pendant la Guerre anglo-américaine de 1812, devenant alors capitaine.
En 1819, il a épousé Émélie-Sophie, la fille du marchand Charles Lusignan. Il a été juge de paix, mais a perdu cette position lorsqu'il a lancé des mandats pour l'arrestation de deux soldats britanniques impliqués dans la mort de trois partisans de Daniel Tracey en 1832.
Il a siégé au conseil municipal de Montréal. En 1834, il a été élu à la Chambre d'assemblée du Bas-Canada pour Montréal-Est en tant que membre du Parti canadien. Il a soutenu les 92 résolutions.
En 1835, il a aidé à fonder l'Union patriotique. Lors de la Rébellion des patriotes de 1837, il a milité en faveur de changements constitutionnels, mais il n'a pas soutenu l'usage de la force. En 1852, il a aidé à fonder le journal Le Pays.
Il a pris sa retraite des affaires en 1853 après qu'un incendie a endommagé son magasin.
Sa fille Magdeleine-Émilie-Alphonsine a épousé Norbert Dumas, qui a été membre de l'Assemblée législative de la province du Canada.